# Cydia conicolana
Cydia conicolana es una especie de polilla del género Cydia, tribu Grapholitini, familia Tortricidae. Fue descrita científicamente por Heylaerts en 1874.
La envergadura es de unos 11 milímetros. Se distribuye por Europa: Países Bajos.